# Driggs Ordnance & Manufacturing Corporation
Driggs Ordnance & Manufacturing Corporation, vorher Driggs-Seabury Ordnance Corporation, war ein US-amerikanisches Unternehmen.

## Unternehmensgeschichte
Die Driggs-Seabury Ordnance Corporation wurde in den 1890er Jahren gegründet. Sie stellte Waffen her. 1912 begann in einem Werk in Sharon in Pennsylvania die Produktion von Nutzfahrzeugen der Marke Vulcan. 1915 entstanden außerdem Personenkraftwagen, die zunächst als Driggs-Seabury und später im Jahr als Sharon vermarktet wurden. Außerdem fertigte das Unternehmen im Auftrag Cyclecars für Ritz Cyclecar Company und Twombly Car sowie einen Voiturette-ähnlichen Kleinwagen für die Vulcan Manufacturing Company in Painesville (Ohio). Der Vulcan war eine Konstruktion des Motorrad- und Automobilpioniers Alonzo R. Marsh und wurde von 1913 bis 1915 gebaut. Dieses Produktionsende fällt zusammen mit dem Rückzug des Unternehmens aus dem Automobilbau zu Gunsten einer erhöhten Rüstungsproduktion. infolge des Ersten Weltkriegs.
Nach dem Krieg lautete die Firmierung Driggs Ordnance & Manufacturing Corporation. Im Sommer 1921 verlegte der Präsident L. L. Driggs den Sitz nach New York City. In einem bereits früher benutzten Werk in New Haven in Connecticut begann erneut die Pkw-Produktion. Der Markenname lautete nun Driggs. Die Geschäfte liefen jedoch schlecht und das eigene, innovative und leichte Vierzylindermodell war viel zu teuer um sich auf dem Markt durchsaetzen zu können.
Ab Oktober 1922 ergänzten Taxis das Sortiment. Auch hier handelte es sich um eine Produktion im Kundenauftrag. Die Diamond Taxicab Company hatte von der Apex Motor Corporation einen Prototyp erworben, der auf einer Elcar-Konstruktion beruhte. Diamond Taxicab wurde vom New Yorker Taxibetreiber Nat Jacoby kontrolliert, der mit dem Ergebnis nicht zufrieden war. Er wollte ein deutlich leichteres Fahrzeug, das sich mit markant geringeren Unterhaltskosten betreiben lassen sollte. Driggs entwarf nach den Vorgaben des Kunden ein modernes und leichtes Taxi, das nur zwei statt der üblichen fünf Passagiere befördern konnte und deshalb entsprechend leichter gebaut war. Jacoby hatte festgestellt, dass Taxis selten von mehr als zwei Fahrgäste gleichzeitig genutzt wurden. Gleichzeitig verwendete Driggs den hauseigenen Motor, der nur etwa halb so viel Hubraum hatte wie konventionelle Taxis. Weitere innovative Ideen waren die verschraubten statt genieteten Karosserieteile, die einen einfachen Austausch ermöglichten, und Sitzpolster, die zum Reinigen auf einfache Weise entfernt werden konnten. Der Fahrpreis sollte anstelle der in den USA üblichen 30 bis 40 Cents pro Meile auf 10 Cents sinken. Dem Driggs-Taxi dürften in den 1920er Jahren eingeführte behördliche Regulierungen zum Verhängnis geworden sein, die dem Wildwuchs im Taxiwesen mit häufig ungeeigneten und gelegentlich unsicheren Fahrzeugen eindämmen sollten. Eine Vorschrift besagte, dass der Radstand eines Taxis mindestens 120 Zoll (3048 mm) betragen und der Wagenfond mindestens fünf Personen Platz bieten musste.
Driggs geriet im November 1923 in ein Insolvenzverfahren. Das Unternehmen konnte sich noch einmal daraus befreien, verlor aber den interessanten Taxiauftrag. Gleichzeitig entfielen die normalen Pkw. 1925 endete die Produktion, als das Unternehmen aufgelöst wurde.

## Automobile

### Markenname Driggs-Seabury
Das einzige Pkw-Modell wurde als Cyclecar bezeichnet. Allerdings erfüllte es die Kriterien nicht. Der wassergekühlte Vierzylindermotor mit 63,5 mm Bohrung, 101,6 mm Hub und 1287 cm³ Hubraum leistete 10 PS. Das Fahrgestell hatte 254 cm Radstand. Das Model A hatte ein Friktionsgetriebe, Kettenantrieb und Platz für zwei Personen hintereinander. Das Model C hatte ein Zweiganggetriebe und war als Roadster mit zwei nebeneinander angeordneten Sitzen karosseriert.

### Markenname Sharon
Der Tandem-Zweisitzer entsprach dem bisherigen Driggs-Seabury Model A.

### Markenname Driggs
Das Model D hatte ebenfalls einen Vierzylindermotor. Er leistete 22 PS. Der Radstand betrug 264 cm. Von 1921 bis 1922 gab es Tourenwagen und Limousine mit vier Sitzen sowie einen Roadster mit zwei Sitzen. 1923 kam ein zweisitziges Coupé dazu.
Die Taxis hatten einen Vierzylindermotor mit L-Kopf, 66,675 mm Bohrung, 114,3 mm Hub und 1596 cm³ Hubraum. Die Motorleistung wurde über ein Dreiganggetriebe an die Hinterachse übertragen. Der Radstand betrug 276 cm. Das Leergewicht war mit 998 kg angegeben.

## Modellübersicht
| Jahr      | Marke          | Modell  | Zylinder | Leistung (PS) | Radstand (cm) | Aufbau                                                                      |
| --------- | -------------- | ------- | -------- | ------------- | ------------- | --------------------------------------------------------------------------- |
| 1915      | Driggs-Seabury | Model A | 4        | 10            | 254           | Tandem                                                                      |
| 1915      | Driggs-Seabury | Model C | 4        | 10            | 254           | Roadster 2-sitzig                                                           |
| 1915      | Sharon         |         | 4        | 10            | 254           | Tandem                                                                      |
| 1921–1922 | Driggs         | Model D | 4        | 22            | 264           | Tourenwagen 4-sitzig, Roadster 2-sitzig, Limousine 4-sitzig                 |
| 1922–1925 | Driggs         | Taxi    | 4        |               | 276           | Taxi                                                                        |
| 1923      | Driggs         | Model D | 4        | 22            | 264           | Tourenwagen 4-sitzig, Roadster 2-sitzig, Coupé 2-sitzig, Limousine 4-sitzig |

## Nutzfahrzeuge

### Markenname Driggs-Seabury
Zu den Nutzfahrzeugen dieser Marke liegen außer 1912 als Produktionsbeginn keine weiteren Daten vor; möglicherweise handelte es sich lediglich um eine Variante des Cyclecar.

### Markenname Vulcan
Driggs-Seabury baute Vulcan-Trucks ab 1912. Diese sind nicht zu verwechseln mit den Produkten der britischen Vulcan Motor oder den nur auf Bestellung gefertigten LKW der HRM & Vulcan Company in Seattle (Washington).
Dabei handelte es sich um die Fortsetzung einer Lizenzfertigung von britischen Commer-LKW durch ein namentlich nicht bekanntes Unternehmen in Sharon, das offenbar von Driggs übernommen worden war. Im Jahr der Einführung gab es fünf Modelle mit Nutzlasten zwischen 3 und 7 sh. tn. entsprechend 2,7 bis 7,3 Tonnen. Letztere galten damals schwere LKW. Vulcan-Trucks hatten Vierzylindermotoren eigener Konstruktion, ebenso wurden die Preßstahl-Fahrgestelle, die Konuskupplungen und der Kettenantrieb selber hergestellt.
Nicht nur die PKW-Produktion endete 1915 vorübergehend. Zur Jahresmitte wurde das Nutzfahrzeugprogramm auf drei Modelle reduziert mit Nutzlasten von 2 bis 5 sh. tn. (1,8 bis 4,5 Tonnen). Ende 1916 wurde die Herstellung von Motorfahrzeugen ganz eingestellt. Ursache waren wohl größere Waffenbestellungen ab 1915, doch ist bekannt, dass es für eine zivile Produktion zunehmend schwierig wurde, Materialien und Transportkapazitäten zu erhalten. Danach kam es nicht wieder zur Herstellung von Nutzfahrzeugen, doch das Taxiprogramm gewann an Bedeutung.